# A Chapter in Her Life
A Chapter in Her Life est un film américain réalisé par Lois Weber et sorti en 1923.

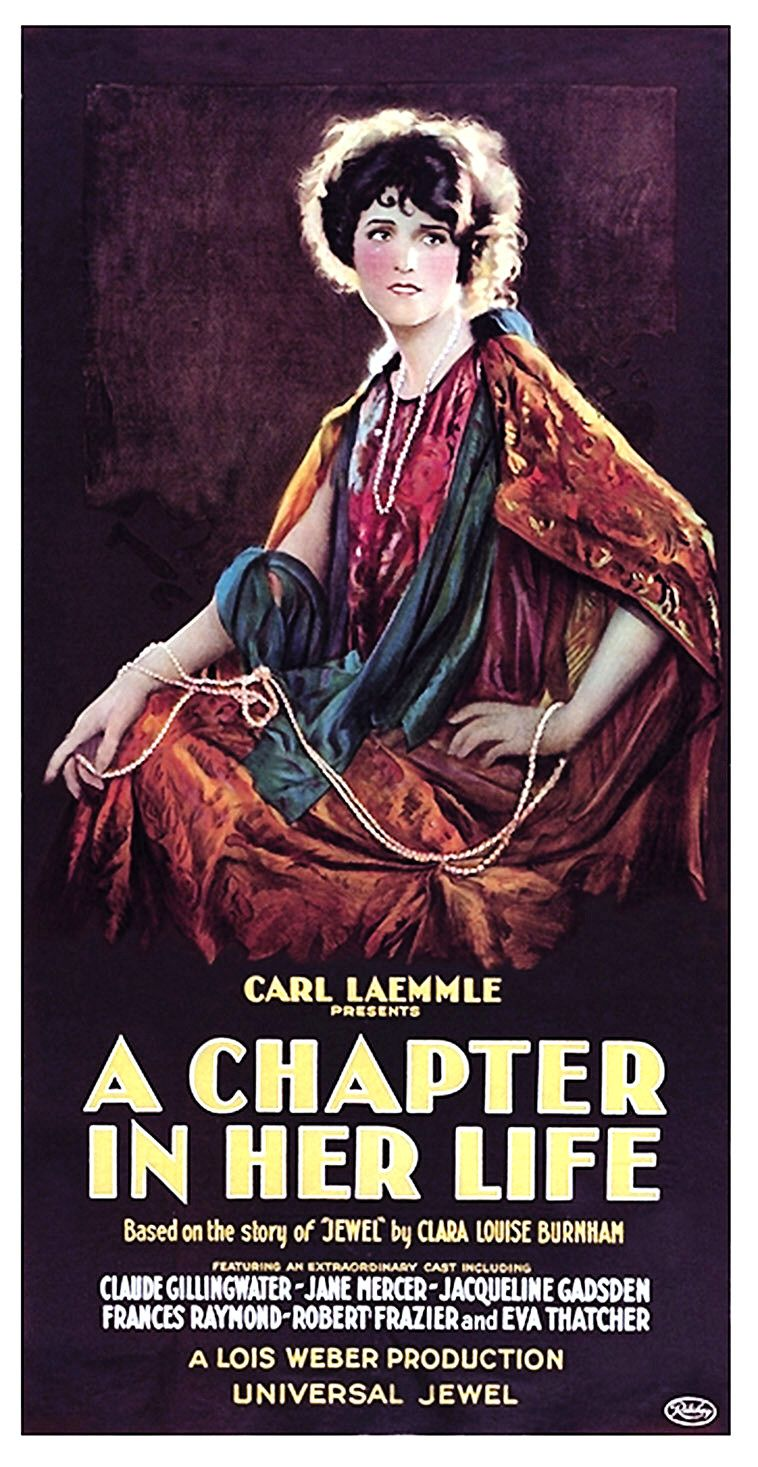
Affiche du film.

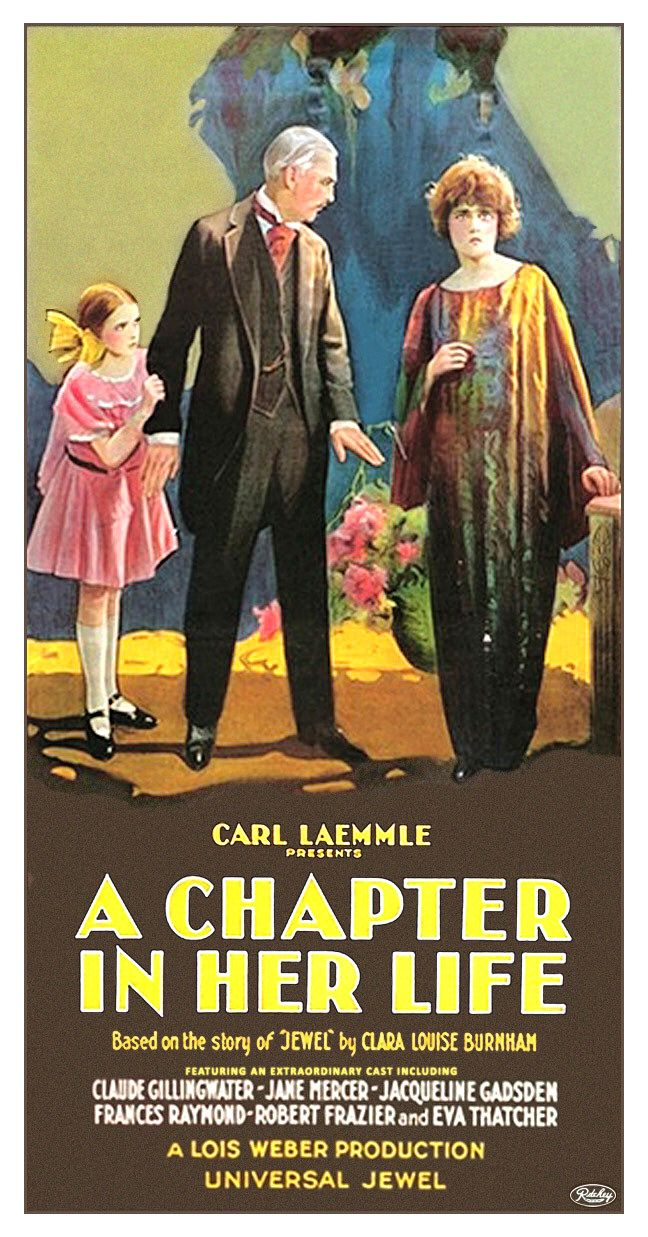
Autre affiche du film.

Lois Weber avait déjà adapté le roman de Clara Louise Burnham en 1915, qu'elle avait alors co-réalisé avec son mari à l'époque Phillips Smalley.  Cette version a été réalisée peu après son divorce avec Smalley.

## Synopsis
Jewel est une jeune fille qui reste avec son grand-père de caractère colérique, pendant que ses parents sont en voyage d'affaires à l'étranger. La colère et les querelles au sein de la famille sont maîtrisées par l'amour, la compréhension et les enseignements de la foi chrétienne, grâce à l'amour pur et doux de Jewel pour les autres et à sa confiance en l'Amour Divin.

## Fiche technique
- Réalisation : Lois Weber
- Scénariste : Doris Schroeder, Lois Weber d'après le roman Jewel: A Chapter in Her Life de Clara Louise Burnham[2].
- Production : Universal-Jewel
- Photographie : Benjamin H. Kline
- Distributeur : Universal Pictures
- Durée : 6 bobines
- Date de sortie :
  - États-Unis : 17 septembre 1923

## Distribution
- Claude Gillingwater : Mr. Everingham
- Jane Mercer : Jewel
- Jacqueline Gadsden : Eloise Everingham
- Frances Raymond : Madge Everingham
- Robert Frazer : Dr. Ballard
- Eva Thatcher : Mrs. Forbes
- Ralph Yearsley : Zeke Forbes
- Fred Thomson : Nat Bonnell
- Beth Rayon : Susan